# Райзман, Ори
Ори Райзман (25 января 1924 — 25 января 1991) — израильский художник.

## Биография
Родился в городе Тир в Ливане. В 1924 году в кибуц Тель-Йосеф приехала женщина верхом на лошади и с однодневным младенцем на руках. Это была мать Ори Райзмана, Бат Шева, актриса. Отец, Ниссан Райзман, инженер-подрядчик, переселился в подмандатную Палестину из города Проскуров во времена третьей алии и стал членом первой рабочей коммуны Эрец Исраэль Гдуд ха-авода. Полгода семья жила в кибуце Тель-Йосеф, после чего переехала в Иерусалим, а в 1928 году в Тель-Авив. В период с 1930 по 1932 год семья находилась во Франции, где отец учился по специальности инженер-строитель.
После возвращения в Тель-Авив Ори Райзман учился в гимназии Герцлия и принимал активное участие в молодёжном движении Ха-маханот ха-олим. Склонность Райзмана к рисованию была очевидна с раннего возраста, он писал портреты, пейзажи и цветы. Однако родители мечтали, чтобы сын стал скрипачом. Наперекор родительской воле, в пятнадцать лет Райзман бросил скрипку, начав изучение живописи в студии художника Ицхака Френкеля-Френеля.
В 1941 году родители Райзмана переехала на улицу Готлиба, 3 в Тель-Авиве, в здание, построенное отцом семейства, рядом с домом художника Ицхака Френкеля-Френеля (Готлиб, 5).
В 1942 году, после завершения учёбы в гимназии Герцлия, Ори Райзман отправляется на год в кибуц Ягур.
В 1943 году Ори был в числе основателей кибуца Бейт ха-Арава на севере Мертвого моря, работал на калийном заводе в Содоме. Среди основателей кибуца также был художник Йехиэль Шами.
В 1946 году Райзман женился на йеменской еврейке Мазель Хамди. Райзман часто рисовал членов её семьи и окрестности (переулки, синагогу). В 1947 году у пары родилась единственная дочь Аснат — впоследствии художница Аснат Бен-Шалом. Во время войны за независимость кибуц Бейт ха-Арава был разрушен, его жители эвакуированы. Члены разрушенного кибуца, в их числе были художники Йехиэль Шами и Райзман, основали новый кибуц Кабри в Западной Галилее. 
В 1950 году Райзман был избран членом комитета по культуре кибуца Кабри.
В 1951—1953 годах, взяв отпуск в кибуце, оставив семью в Израиле, Ори Райзман, на деньги своего деда, учится в Национальной школе изящных искусств Парижа в мастерской монументального искусства художника Жана Соберби. Пока он был в Париже, его мать умерла, а отец тайно женился во второй раз на старшей сестре жены.
В 1953 году Райзман вернулся в кибуц, но кибуц не одобрил его занятия живописью, и ему пришлось работать на тяжёлых работах, что повергло его в депрессию, впоследствии он назвал этот период «периодом блюза». В 1954 году, после нескольких апелляций, он устроил себе студию в заброшенном здании на окраине кибуца. До середины 1970-х годов ему удавалось рисовать только два или три дня в неделю.
В 1971—1972 годах он снова взял отпуск из своего кибуца и уехал в Париж. В эти годы его картины не продавались, и семья жила на зарплату его жены.
На протяжении конца семидесятых — начала восьмидесятых он записывал свои мысли и работы в блокноты, дневник и на кассеты.
В 1978 году Райзман организовал свою персональную выставку «Человек и пейзаж» в галерее кибуца. В следующем году у него появилась собственная студия в кибуце Кебри, благодаря основанию фонда искусства и культуры на пожертвования его отца. В этой студии Райзман давал частные уроки, он также преподавал в Нагарии, Хайфе и Охель Саре.
В 1980 году умерла его жена, он сам получил тяжелую травму ноги в результате аварии на велосипеде.
До 1980-х годов его картины не имели финансового успеха.
Райзман умер от болезни во время войны в Персидском заливе в 1991 году, в свой 67-й день рождения.

## Художественная карьера
В пятнадцать лет Райзман начал изучение живописи в тель-авивской студии художника Ицхака Френкеля-Френеля. Цвет стал значимым элементом его творчества (картина Райзмана «Скрипка» 1939 года демонстрирует типичное восприятие цвета учеников студии).
В период 1943—1948 годов Райзман живёт и тяжело работает на заводе в кибуце Бейт ха-Арава во время войны 1948 года, но не перестаёт рисовать («Палаточный лагерь Бигор», 1943; «Студия в Бейт ха-Арава», 1945 и другие). В работах Райзмана 1945 года очевидна большая перемена: сокращается использование ракурса и перспективы, а переходы от света к тени усиливаются. Он по-прежнему оставляет место для трех измерений, но слои цвета становятся намного тоньше, палитра становится ярче. Рисман называл свои картины периода жизни в кибуце Бейт ха-Арава и первых лет жизни в кибуце Кабри «мрачным периодом».
В 1950-е Райзман вошёл в группу художников Группа десяти, представляющую собой альтернативу движению Новые горизонты (стиль лирическая абстракция). Позже Райзман присоединился к группе художников «Климат», выступающую за связь картин с характером местного населения.
Между 1951 и 1953 годами, финансируемый своим дедом, Ори Райзман взял отпуск в кибуце и учился два года в Национальной школе изящных искусств Парижа в мастерской монументального искусства художника Жана Соберби. В то время он подружился с израильскими художниками, находившимися в Париже, среди них были Лея Никель, Элияху Гат и Михаэль Гросс. В 1952 году Райзман и Никель купили забитого цыпленка и в течение трёх дней рисовали его, в результате появилась картина Райзмана «Стул и курица», 1952, как соединение картин «Желтый стул» Ван Гога и «Куриная Голгофа» Хаима Сутина.
Райзман усвоил концепцию Соберби под названием «царапание холста», подразумевающую «забивку холста» однородными цветными участками. Так начался процесс сглаживания и подчеркивания разделения поверхностей на картинах Райзмана.
Так как до середины 1970-х годов Райзман живёт в Кабри, поэтому многие его картины посвящены кибуцу. Его ранние портреты выполнены в ярких цветах, работы выразительны, а для более поздних характерно отсутствие лица.
В 1971—1972 годах он снова в Париже и под влиянием выставки картин английского художника Фрэнсиса Бэкона пишет десятки портретов насыщенными цветами и свободными мазками.
В 1974 году он присоединился к группе художников «Климат», основанной в 1973 году Рэйчел Шавит и Элияху Гатом после войны Судного дня. С 1975 года стиль Райзмана развивается в экспрессивном направлении.
В 1980 году, после смерти жены, Райзман создал серию картин «Пейзажи траура».
В 1982 году много картин было куплено коллекционером, также Тель-Авивский музей и Музей Израиля приобрели картины Райзмана для своих постоянных коллекций.
В 1983 году была организована персональная выставка Райзмана в Музее Израиля, а в 1988 году — ретроспективная выставка («Красное и зелёное») в Доме искусств кибуца Эйн-Харод.
В 1979 году Адам Барух писал:

Ори Райзман, прекрасный художник, погружённый в относительную анонимность, не имеющую никакого оправдания.
Итамар Леви отзывался о художнике так: «Он (Райзман) — лучший фигуративный художник и колорист в Израиле, художник эмоциональной силы и глубины, но к нему относятся как к ещё одному хорошему художнику этой линии».
В 2004 году Тель-Авивский музей представил выставку «Ретроспектива Ори Райзмана».

## Выставки

### Персональные выставки
- 1964 Галерея Чмарински, Тель-Авив.
- 1967 Галерея Чмарински, Тель-Авив.
- 1970 Хайфский музей современного искусства, куратор: Габриэль Тадмор.
- 1973 «Человек и пейзаж», Галерея Кибуца, Тель-Авив.
- 1979 Галерея Кибуца, Тель-Авив.
- 1981 Мишкан для искусства, Эйн-Харод
- 1981, галерея Гордон, Тель-Авив.
- 1983, Ретроспективная выставка, Музей Израиля. Куратор: Игаль Залмона
- 1988 ,Ретроспектива в Художественном приюте Эйн-Харод. Куратор: Галия Бар-Ор

### Групповые выставки
- 1955 Выставка художников кибуца Кабри в кибуцах Гиват-Бреннер и Бейн-Харод.
- 1957 Приглашенный художник на выставке Группа десяти[ивр.], Дом художника, Иерусалим.
- 1963 «Парижская школа», Галерея Шарпантье, Париж. Куратор израильского раздела выставки: Хаим Гамзо.
- 1975 Картины группы «Климат», Галерея Ансдейл, Лондон.

## образование
- 1939— Студия Ицхака Франкеля, Тель-Авив[5].
- 1951—1952 Национальная академия изящных искусств, Париж, мастерская Жана Собарби.

## Награды
- 1953 — премия «Concours le Franc» Национальная школа изящных искусств, Париж[5]
- 1988 — премия банка Дисконт (для израильского художника)[5]
- 1989 — Премия Нахума Гутмана в области живописи и скульптуры, Федерация труда Гистадрут[5].

## Отражение в культуре
- фильм: «Живопись это душа» Иегуды Кева для израильского телевидения «Первого канала»
- фильм «Ори» Шая Амита
- фильм «Ори говорит об Ори» (2004) Лейлы Шварц[6].

## Галерея

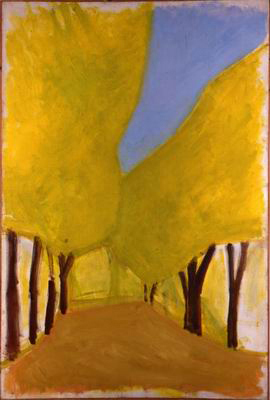
Бульвар рожковых деревьев, Ори Райзман, 1960 (Музей Израиля)

## Для дальнейшего чтения
- בר-אור, ג. (1988). אורי ריזמן האדום והירוק הבטים ביצירתו של האמן. הוצאת הקיבוץ המאוחד קיבוץ כברי המשכן לאמנות עין חרוד
- עומר, מ. (2004). אורי ריזמן רטרוספקטיבה, מוזיאון תל אביב לאמנות.
- צלמונה, י. (1983). אורי רייזמן. מוזיאון ישראל, ירושלים
- תדמור, ג. (1970). אורי רייזמן ציורים מן התקופה האחרונה, המוזיאון לאמנות חדשה עיריית חיפה.
- יצירתו של האמן אורי רייזמן «אשה — הר» נמכרה במחיר של 138,000$ במכירה פומבית בתירוש
- מקורות אלקטרונים